# Comuna Ghimpețeni, Olt
Ghimpețeni este o comună în județul Olt, Muntenia, România, formată din satele Ghimpețeni (reședința) și Ghimpețenii Noi.

## Stemă
Descrierea stemei
Stema comunei Ghimpețeni, potrivit anexei nr. 1.4, se compune dintr-un scut triunghiular albastru cu marginile rotunjite, tăiat de un brâu undat de argint.
În partea superioară, se află o bovină de argint.
În vârful scutului, în dreapta, se află un snop de grâu de aur, așezat în bandă, iar la stânga, un pepene, așezat în bară.
Scutul este trimbrat de o coroană murală de argint cu un turn crenelat.
Semnificațiile elementelor însumate
Snopul de grâu, pepenele și bovina fac referire la ocupațiile de bază ale locuitorilor, agricultura și creșterea animalelor.
Brâul undat reprezintă râul Vedea.
Coroana murală cu un turn crenelat semnifică faptul că localitatea are rangul de comună.

## Demografie
Componența etnică a comunei Ghimpețeni
     Români (94,28%)
     Romi (2,16%)
     Alte etnii (0,23%)
     Necunoscută (3,32%)
Componența confesională a comunei Ghimpețeni
     Ortodocși (95,98%)
     Alte religii (0,62%)
     Necunoscută (3,4%)
Conform recensământului efectuat în 2021, populația comunei Ghimpețeni se ridică la 1.294 de locuitori, în scădere față de recensământul anterior din 2011, când fuseseră înregistrați 1.530 de locuitori. Majoritatea locuitorilor sunt români (94,28%), cu o minoritate de romi (2,16%), iar pentru 3,32% nu se cunoaște apartenența etnică. Din punct de vedere confesional, majoritatea locuitorilor sunt ortodocși (95,98%), iar pentru 3,4% nu se cunoaște apartenența confesională.

## Politică și administrație
Comuna Ghimpețeni este administrată de un primar și un consiliu local compus din 9 consilieri. Primarul, Dan Constantin Dobre[*], de la Partidul Social Democrat, este în funcție din 2012. Începând cu alegerile locale din 2024, consiliul local are următoarea componență pe partide politice:
|  | Partid                          | Consilieri | Componența Consiliului | Componența Consiliului | Componența Consiliului | Componența Consiliului | Componența Consiliului |
|  | ------------------------------- | ---------- | ---------------------- | ---------------------- | ---------------------- | ---------------------- | ---------------------- |
|  | Partidul Social Democrat        | 5          |                        |                        |                        |                        |                        |
|  | Alianța pentru Unirea Românilor | 3          |                        |                        |                        |                        |                        |
|  | Partidul Național Liberal       | 1          |                        |                        |                        |                        |                        |